# 蘭圖爾 (堪薩斯州)
蘭圖爾（英語：Rantoul）是一個位於美國堪薩斯州富蘭克林縣的城市。

## 地方資料
根據2020年美國人口普查的數據，蘭圖爾的面積為0.38平方千米，當中陸地面積為0.38平方千米，而水域面積為0.00平方千米。當地共有人口184人，而人口密度為每平方千米484.21人。